# 活力
| ウィキペディアには「活力」という見出しの百科事典記事はありません（タイトルに「活力」を含むページの一覧/「活力」で始まるページの一覧）。 代わりにウィクショナリーのページ「活力」が役に立つかもしれません。 |